# Mandalagan
Le Mandalagan est un volcan des Philippines situé sur l'île de Negros et culminant à 1 885 mètres d'altitude. La date de sa dernière éruption est inconnue mais il présente une importante activité fumerollienne avec la présence d'une solfatare.

## Géographie
Le Mandalagan est situé dans le Sud des Philippines, dans la moitié septentrionale de l'île de Negros. Administrativement, il fait partie de la province de Negros occidental de la région de Visayas occidentales. Il est en très grande partie inclus dans le parc national de North Negros.
Il est entouré par le Silay au nord, par une chaîne de collines à l'est qui le sépare du détroit de Tañon, par le Kanlaon au sud dont il est séparé par la vallée de la rivière Bago et par une plaine côtière à l'ouest qui s'étend jusqu'au détroit de Guimaras. Au sud, la vallée de la Bago constitue un axe de communication majeur entre les côtes orientales et occidentales de cette partie de Negros. Elle est empruntée par une route qui relie les villes de San Carlos au sud-est à Bacolod, la plus grande ville de l'île, à l'ouest.
Le volcan se présente sous la forme d'une montagne fortement érodée composée essentiellement de dacite et d'andésite et mesurant 26 kilomètres à sa base. Ce stratovolcan s'est construit autour de sept bouches éruptives dont certaines se présentent sous la forme de cratères ou de caldeiras, la principale en forme de fer à cheval étant ouverte en direction du nord. Le rebord Sud-Est de la crête de cette caldeira constitue le point culminant du volcan avec 1 885 mètres d'altitude. Une solfatare dans le Sud-Ouest de la caldeira présente une importante activité fumerollienne avec un dégagement gazeux de 106 °C projetant dans un grondement un panache d'une trentaine de mètres de hauteur. D'un point de vue tectonique, le Mandalagan fait partie de la ceinture volcanique de Negros.

## Histoire
L'histoire éruptive du Mandalagan est inconnue, y compris la date de sa dernière éruption qui a donné naissance à une coulée de lave basaltique.